# Mectron MAA-1 Piranha
MAA-1 «Пиранья» (порт. MAA-1 Piranha) — бразильская ракета класса «воздух-воздух». Проектирование началось в 1970-е годы компанией «Мектрон». Носителями ракеты были самолёты Mirage 3, F-5 «Фридом файтер», AT-26 «Шаванте» и AMX. Ракета MAA-1 имела инфракрасную головку самонаведения, углы обзора 40 градусов, скорость сопровождения цели — 50 град./с. Головка самонаведения захватывала цель автоматически.

## Тактико-технические характеристики
- Длина ракеты: 2,82 м
- Диаметр корпуса: 0,152 м
- Размах крыла: 0,650 м
- Масса: 90 кг
  - Масса БЧ — 12 кг
- Взрыватель: контактный
- Система наведения: инфракрасная
- Скорость полёта: 3 М